# Ann Roth
 (juin 2012).
Si vous disposez d'ouvrages ou d'articles de référence ou si vous connaissez des sites web de qualité traitant du thème abordé ici, merci de compléter l'article en donnant les références utiles à sa vérifiabilité et en les liant à la section « Notes et références ».
Ann Roth, née le 30 octobre 1931 en Pennsylvanie, est une costumière américaine qui travaille pour le cinéma et le théâtre.

## Biographie
Elle est diplômée de l’université de Carnegie Mellon et commence sa carrière en tant que peintre de décors et de paysages pour l’Opéra de Pittsburgh. Elle pensait rester dans ce milieu jusqu’à ce qu’elle rencontre Irene Sharaff, créatrice de costumes. Irène invita Ann Roth en Californie pour l’aider à faire des costumes pour le film Brigadoon et lui suggéra de devenir son apprentie pour cinq de ses films.
Ann Roth a gagné l’Oscar de la meilleure création de costume pour Le Patient anglais.
Elle a également été nommée aux Emmy Awards à deux reprises pour les séries Roanoak et Angels in America.
En 2000, le « Theatre Development Fund » l’a récompensé avec le Irene Sharaff Award pour l’ensemble de ses créations.

## Filmographie
- 1979 : Promises in the Dark de Jerome Hellman
- 1980 : L'Île sanglante (The Island) de Michael Ritchie
- 1982: Blow Out de Brian De Palma
- 1995 : Sabrina de Sydney Pollack
- 1996 : Le Patient anglais (The English patient) de Anthony Minghella
- 1999 : Le Talentueux Mr Ripley (The Talented Mr. Ripley) de Anthony Minghella
- 2002 : The Hours de Stephen Daldry
- 2016 : The Yellow Birds d'Alexandre Moors
- 2008 : Mamma Mia! de Phyllida Lloyd
- 2015 : Ricki and the Flash de Jonathan Demme
- 2010 : Julie et Julia' (Julie and Julia) de Nora Ephron
- 2010 : Pentagon Papers (The Post) de Steven Spielberg
- 2020 : Le Blues de Ma Rainey (Ma Rainey's Black Bottom) de George C. Wolfe
- 2021 : The Humans de Stephen Karam
- 2025 : Ella McCay de James L. Brooks

## Distinctions

### Récompenses
- BAFTA 1976 : Meilleurs costumes pour Le Jour du fléau
- Oscars 1997 : Meilleurs costumes pour Le Patient anglais
- 2013 : Tony award des meilleurs costumes pour The Nance
- BAFTA 2021 : Meilleurs costumes pour Le Blues de Ma Rainey
- Oscars 2021 : Meilleurs costumes pour  Le Blues de Ma Rainey